# Rijekas flygplats
Rijekas flygplats är belägen vid staden Omišalj på ön Krk, 17 km från Rijekas järnvägsstation, i nordvästra Kroatien. 

## Trafik
Flygplatsen trafikeras till största del av lågprisflygbolag som transporter turister till olika turistorter, däribland Krk, Opatija, Cres och Lošinj vid Kvarnerbukten. Trafiken är i hög grad säsongsbetonad med högre trafik från april till september. Från flygplatsen går inrikesflyg till bland annat Zagreb. 

## Flygbolag och destinationer
| Flygbolag             | Destinationer |
| --------------------- | --- |
| AirBaltic             | Riga |
| Arkia Airlines        | Tel Aviv |
| Croatia Airlines      | London-Heathrow |
| Danube Wings          | Košice |
| Helvetic Airways      | Zürich |
| Norwegian Air Shuttle | Oslo-Gardermoen |
| Ryanair               | Bryssel Charleroi (från 2 juli 2016), London Stansted (från 4 juni 2016), Stockholm Skavsta (från 11 april 2016),Efter att Ryanair sluta flyga från Skavsta(November 2021) så flyger Ryanair numera från Stockholm Arlanda |
| Scandjet              | Kristianstad (startar maj 2015) |

## Förbindelser till Rijeka
Vid flygplatsens entré finns flygbussar till Rijekas järnvägsstation. Resan tar cirka 30 minuter med buss. Slutdestinationen för bussarna är den centrala busstationen Žabica i Rijeka.